# Volksabstimmungen infolge des Vertrags von Saint-Germain
Der Vertrag von Saint-Germain zwischen Österreich und den Siegermächten des Ersten Weltkriegs von 1919 sah vor, dass in mehreren bis dahin österreichischen Gebieten Volksabstimmungen stattfinden sollten, durch die die Zugehörigkeit der Gebiete entweder zu Österreich oder zu Jugoslawien bzw. Ungarn festgelegt werden sollte. Geregelt wurde dies im Artikel 50 des Vertrags. Im Einzelnen ergaben sich daraufhin folgende Ergebnisse:

## Kärnten
Eine Volksabstimmung war in Südkärnten vorgesehen; ohne Abstimmung wurden das Kanaltal Italien und das Mießtal, Unterdrauburg und die Gemeinde Seeland (Kankertal) dem Königreich der Serben, Kroaten und Slowenen, dem späteren Königreich Jugoslawien zugeschlagen und gehören heute zu Slowenien.
Am 10. Oktober 1920 fand eine Volksabstimmung im Grenzgebiet Südkärntens statt, in dem die slowenischsprachige Volksgruppe etwa 70 % der Gesamtbevölkerung ausmachte: 59,04 % aller Stimmen gingen dabei an Österreich.

## Ödenburg und Umgebung
In der Volksabstimmung in Ödenburg und Umgebung vom Dezember 1921 wurde entschieden, dass die Stadt Ödenburg (ungarisch Sopron) und die umliegenden Dörfer bei Ungarn verbleiben. Damit war Österreichs Absicht obsolet, Ödenburg zur Hauptstadt seines neuen Bundeslandes Burgenland zu machen.
Von den laut ungarischen Wahllisten 27.069 Berechtigten machten 24.063 von ihrem Wahlrecht Gebrauch, 502 Stimmen waren ungültig: 15.338 hatten für Ungarn, 8.223 für Österreich gestimmt. In Ödenburg selbst hatten 72,8 % für Ungarn gestimmt, in den Ortschaften der Umgebung nur 45,4 %. Obwohl Fertőrákos/Kroisbach, Ágfalva/Agendorf, Balf/Wolfs, Harka/Harkau und Sopronbánfalva/Wandorf gegen Ungarn gestimmt hatten, verblieben sie dennoch mit Ödenburg bei Ungarn.